# Sheila Rock
Sheila Rock é uma fotógrafa americana.
O seu trabalho encontra-se incluído na colecção do Museu de Belas-Artes de Houston e da National Portrait Gallery, em Londres.